# Gianni Bertoncin
Gianni Bertoncin (Latina, 1934 – Latina, 12 aprile 2021) è stato un attore e doppiatore italiano.

## Carriera
Figlio del pittore Ilde Tobia Bertoncin, ha lavorato con la compagnia di Vittorio Gassman presso il Teatro Stabile di Genova e il Teatro Stabile di Torino. 
Come doppiatore, ha iniziato alla SAS, ma ha lavorato principalmente per la CVD, dove ha prestato la voce a Ernie Hudson interprete di Winston Zeddemore nel film Ghostbusters II - Acchiappafantasmi II (1989) e nella serie animata The Real Ghostbusters. Inoltre ha doppiato Bubba Smith in quattro dei sei film della saga di Scuola di polizia. Tra gli altri attori doppiati vi sono William Sadler, Frankie Faison e Gregory Peck (nel ridoppiaggio di Passione selvaggia).
È morto il 12 aprile 2021.

## Filmografia

### Cinema
- Giulietta degli spiriti, regia di Federico Fellini (1965) - non accreditato

### Televisione
- Il mondo è una prigione, regia di Vittorio Cottafavi - film TV (1962)
- Una tragedia americana, regia di Anton Giulio Majano - miniserie TV, 2 episodi (1962)
- La maschera e la grazia, regia di Anton Giulio Majano - film TV (1963)
- Vita di Michelangelo, regia di Silverio Blasi - miniserie TV, 1 episodio (1964)
- Antonio e Cleopatra, regia di Vittorio Cottafavi – sceneggiato TV (1965)
- Il conte di Montecristo, regia di Edmo Fenoglio - miniserie TV, 1 episodio (1966)
- La sera del sabato, regia di Anton Giulio Majano - film TV (1966)
- Liliom, regia di Eros Macchi - film TV (1968)

## Doppiaggio (parziale)

### Cinema
- Bubba Smith in Scuola di polizia 3 - Tutto da rifare, Scuola di polizia 4 - Cittadini in... guardia, Scuola di polizia 5 - Destinazione Miami, Scuola di polizia 6 - La città è assediata
- Ernie Hudson in Ghostbusters II - Acchiappafantasmi II
- William Sadler in 58 minuti per morire - Die Harder
- Billy Drago in Colombia Connection - Il massacro
- Nick Cassavetes in Face/Off - Due facce di un assassino
- Fernando Lamas ne La ricerca dell'America
- Ken Hutchison in Ladyhawke
- Tom Rack in Sussurri
- Willie C. Carpenter in Insider - Dietro la verità
- Ed O'Ross in L'alieno
- Frederick Coffin ne La finestra della camera da letto
- Thomas Danneberg in Arcobaleno selvaggio
- Stephen Boyd in L'esempio di Carter
- Pierre Maguelon in Cyrano de Bergerac
- Donald Woods ne Il Grinta
- Mike Starr in Cruising
- Jimmy Zubiena in Manhunter - Frammenti di un omicidio
- Frankie Faison in Manhunter - Frammenti di un omicidio
- Terrence Mann in Critters 2
- Graham Greene in Colpo netto
- Rory Calhoun ne Il segreto di Mr. Acarius
- Gregory Peck in Passione selvaggia (ridoppiaggio)

### Animazione
- Man-At-Arms in Il segreto della spada

### Televisione
- Bruce McKinnon in Christy
- Joe Flaherty in Scuola di polizia
- Herson Capri ne Il paradiso del male
- Christopher Lee in In the Beginning - In principio era

#### Serie animate
- Winston Zeddemore in The Real Ghostbusters
- Duncan/Uomo Armato in He-Man e i dominatori dell'universo (st. 2)
- Sea Hawk, Cavaliere Rosso e Re Micah in She-Ra, la Principessa del Potere